# Erigone promiscua
Erigone promiscua är en spindelart som först beskrevs av O. Pickard-Cambridge 1873.  Erigone promiscua ingår i släktet Erigone och familjen täckvävarspindlar. Inga underarter finns listade i Catalogue of Life.